# پالانتیر
پالانتیر (‎/ˈpælənˌtɪər/‎) با نام جمع پالانتیری ، یکی از چند کرهٔ بلوری تخریب‌ناپذیر در رمان فانتزی ارباب حلقه‌های جی. آر. آر. تالکین است. پالانتیرها برای برقراری ارتباط و دیدن رخدادهای دیگر بخش‌های آردا، یا در گذشته یا در آینده، استفاده می‌شد. همان‌طور که در سیلماریلیون گفته شده‌است، پالانتیرها به‌دست الف‌های والینور در عصر یکم ساخته شده‌اند. تا زمان ارباب حلقه‌ها در پایان عصر سوم، تعدادی از پالانتیرها وجود داشتند. آن‌ها در برخی از صحنه‌های هیجانی از سوی شخصیت‌های اصلی استفاده می‌شوند: سائورون، سارومان، دنه‌تور کارگزار گاندور، و دو عضو یاران حلقه یعنی آراگورن و پی‌پین.
مضمون اصلی استفاده از پالانتیر این است در حالی که این سنگ‌ها رویدادها یا اشیاء واقعی را نشان می‌دهند، کسانی که از آن استفاده می‌کنند باید «قدرت فراوان اراده و ذهن داشته باشند» تا نگاه سنگ را به سمت توانایی کاملش هدایت کنند. سنگ‌ها راهنمای غیرقابل اعتمادی بودند، زیرا آنچه نشان داده نمی‌شد می‌تواند مهم‌تر از آنچه که به‌طور انتخابی نمایش شده‌است، باشد. یک خطر در واقعیت آن نهفته که استفاده‌کنندگان با قدرت کافی می‌توانند انتخاب کنند چه چیزی را نشان دهند و چه چیزی را در مقابل سنگ‌های دیگر پنهان کنند: در ارباب حلقه‌ها، یک پالانتیر به‌دست دشمن می‌افتد که مفید بودن سایر سنگ‌های موجود را زیر سؤال می‌برد.

## ویژگی‌ها
هرگاه کسی به پالانتیر نگاه کند از طریق ذهن می‌تواند با دیگر پالانتیرها یا کسی که ممکن است جای دیگر به یک پالانتیر دیگر نگاه می‌کند ارتباط برقرار کند. افرادی که از قدرت بیشتری برخوردارند می‌توانند از طریق این سنگ جاهای دیگر جهان را ببینند. پالانتیر را الف‌های والینور در غرب ساختند احتمالاً نولدور یا خود فئانور آن را ساخته است. پالانتیرهای بسیاری ساخته شده اما تالکین تنها از هشت مورد آن‌ها نام می‌برد.
پالانتیرها از بلور تیره ساخته شده‌اند، با ابزارهایی که انسان‌ها در دسترس دارند قابل شکستن یا نابودی نیستند و احتمالاً تنها راه از میان بردن آنها آتش کوه نابودی است. بزرگی آنها متفاوت است اما کوچکترین شان ۳۰ سانتیمتر قطر دارد و بزرگترین شان آن قدر بزرگ است که یک مرد بزرگسال نمی‌تواند آن را جابجا کند. برخی پالانتیرها از جمله سنگ اسگیلیاث و آمون سول توان شنود دیگر سنگ‌ها را داشتند. برای اینکه در سنگ‌های کوچکتر دنیای بیشتری دیده باشد باید آن‌ها را با دست تکان می‌دادند تا زاویهٔ دید تغییر کند. سنگ اصلی در برج آوالونه در تول ارسئا بود اما هیچ جایی ثبت نشده که سنگی از سرزمین میانی توانسته با سنگ اصلی ارتباط برقرار کند.
مایاهایی مانند سائورون می‌توانستند از طریق پالانتیر با افراد ضعیف تر مانند پیپین و احتمالاً سارومان ارتباط برقرار کنند. طبق گفته‌های گندالف فرای توان سائورون و سارومان است که یک پالانتیر بسازند و سائورون نمی‌تواند کاری کند که پالانتیر دروغ بگوید یا تصویر غیرواقعی نشان دهد. اما می‌تواند کاری کند که تصاویر را به صورت انتخابی و به دلخواه نشان دهد تا بیننده برداشت نادرست داشته باشد.
این سنگ‌ها به عنوان هدیه از سوی الف‌ها به دونداین‌های وفادار نومنور داده شد در دورهٔ دوم الندیل در سفرش به سرزمین میانی آن‌ها را جمع کرد پس از آنکه پادشاهی در تبعید ساخته شد، الندیل سنگ‌ها را در هفت مکان توزیع کرد. چهار سنگ به گاندور و سه سنگ به آرنور فرستاده شد. سنگ‌های آرنور در اِلُستیریون، آمون سول و آنومیناس قرار گرفت و سنگ‌های گاندور در آنگرِنوست (آیزنگارد)، میناس آنور (میناس تیریث)، اسگیلیاث و میناس ایتیل گذاشته شد.